# غاريث هانراهان
غاريث هانراهان (بالإنجليزية: Gareth Hanrahan)‏ (1978)؛ مصمم ألعاب وروائي أيرلندي.